# Rosnatkovité
Rosnatkovité (Droseraceae) je čeleď vyšších dvouděložných rostlin z řádu hvozdíkotvaré (Caryophyllales). Všechny tři rody patří mezi masožravé rostliny. V přírodě v České republice rostou tři druhy rosnatek a aldrovandka měchýřkatá.

## Popis
Rosnatkovité jsou povětšině jednoleté nebo vytrvalé pozemní byliny, pouze aldrovandka měchýřkatá (Aldrovanda vesiculosa) je bezkořenná vodní bylina. Kořenový systém je málo vyvinutý, tvořený rhizoidy. Některé druhy, zvláště australských rosnatek, vytvářejí podzemní hlízy. Listy jsou střídavé nebo nahloučené v přízemní růžici (u aldrovandky v přeslenech), s palisty nebo bez palistů. Listy jsou uzpůsobeny k lapání kořisti. Listy rosnatek jsou pokryty lepkavými žláznatými chlupy – tentakulemi. Mucholapka podivná a aldrovandka měchýřkatá lapají kořist aktivně, pomocí pasti reagující na pohyb.
Květy jsou pravidelné, čtyř- až pětičetné (výjimečně až osmičetné), oboupohlavné, obvykle ve vijanu, řidčeji v hroznu nebo jednotlivé. Kališní lístky jsou na bázi srostlé, koruna je volná. Tyčinky jsou obvykle čtyři nebo pět (vzácně až 20), jsou volné a střídající se s korunními lístky. Semeník je téměř nebo zcela svrchní, srostlý ze dvou až pěti plodolistů, s volnými čnělkami. Plodem je pukavá nebo nepukavá lokulicidní tobolka s několika až mnoha semeny.

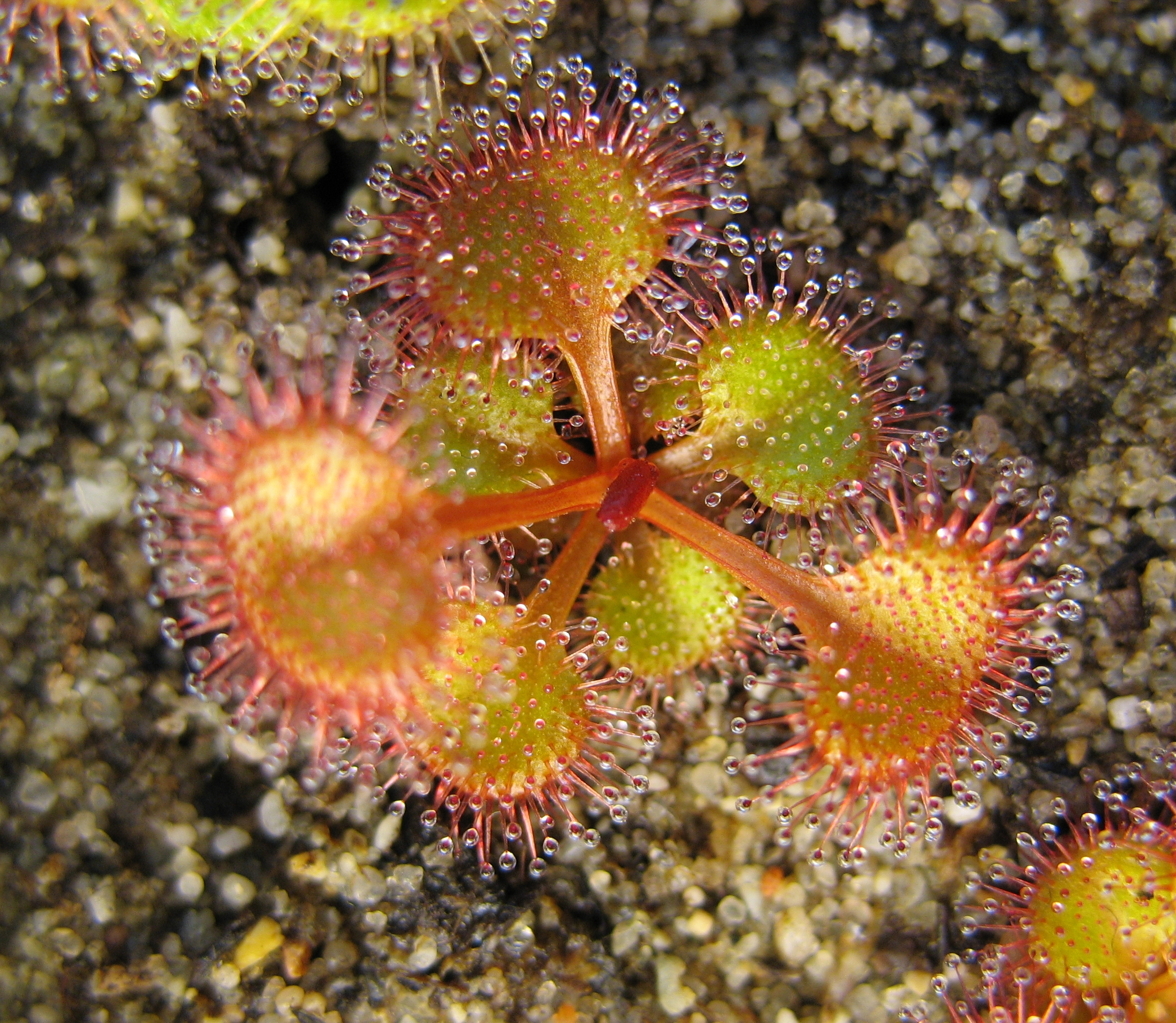
Rosnatka Drosera rupicola
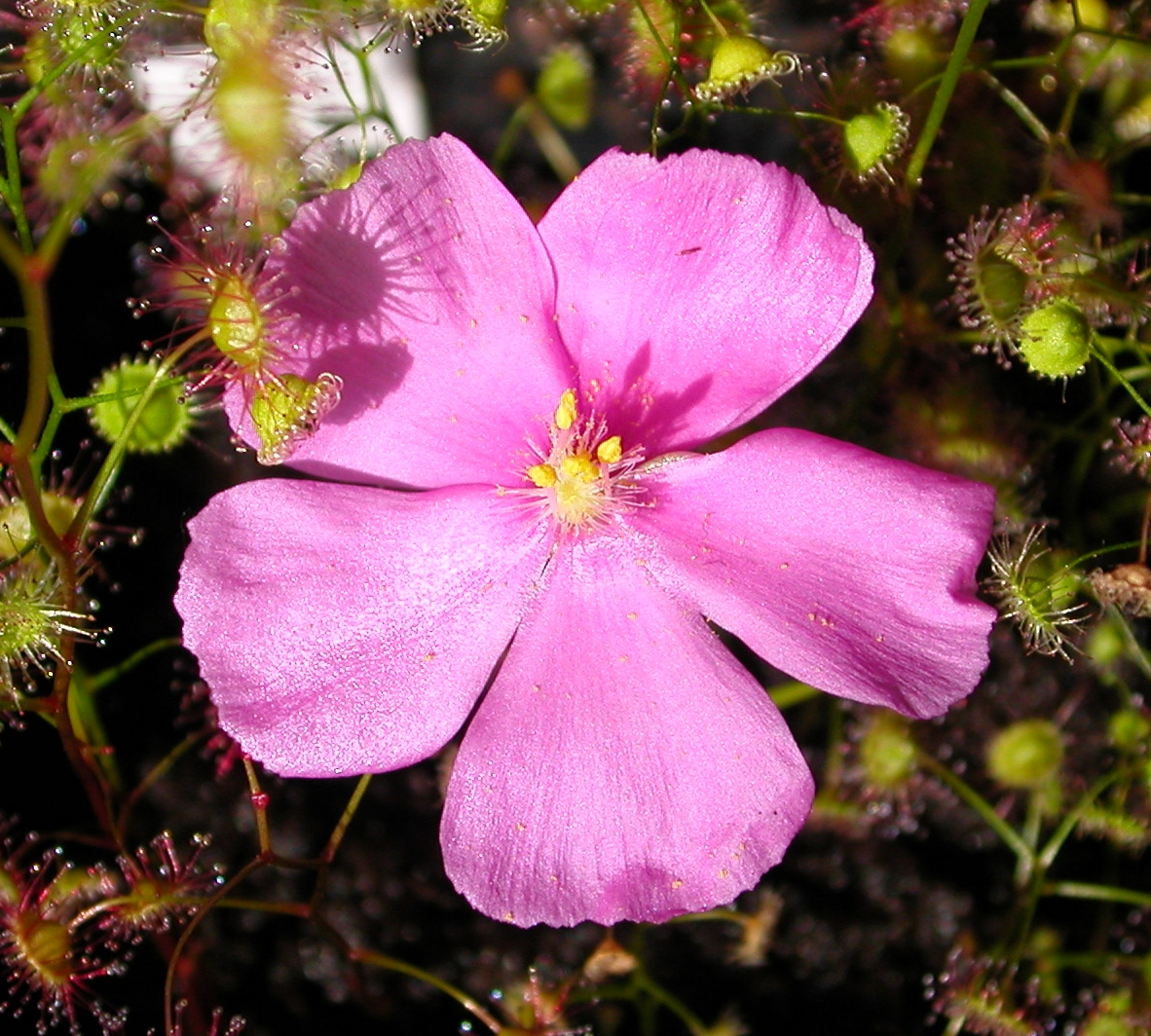
Květ hlíznaté rosnatky Drosera menziesii
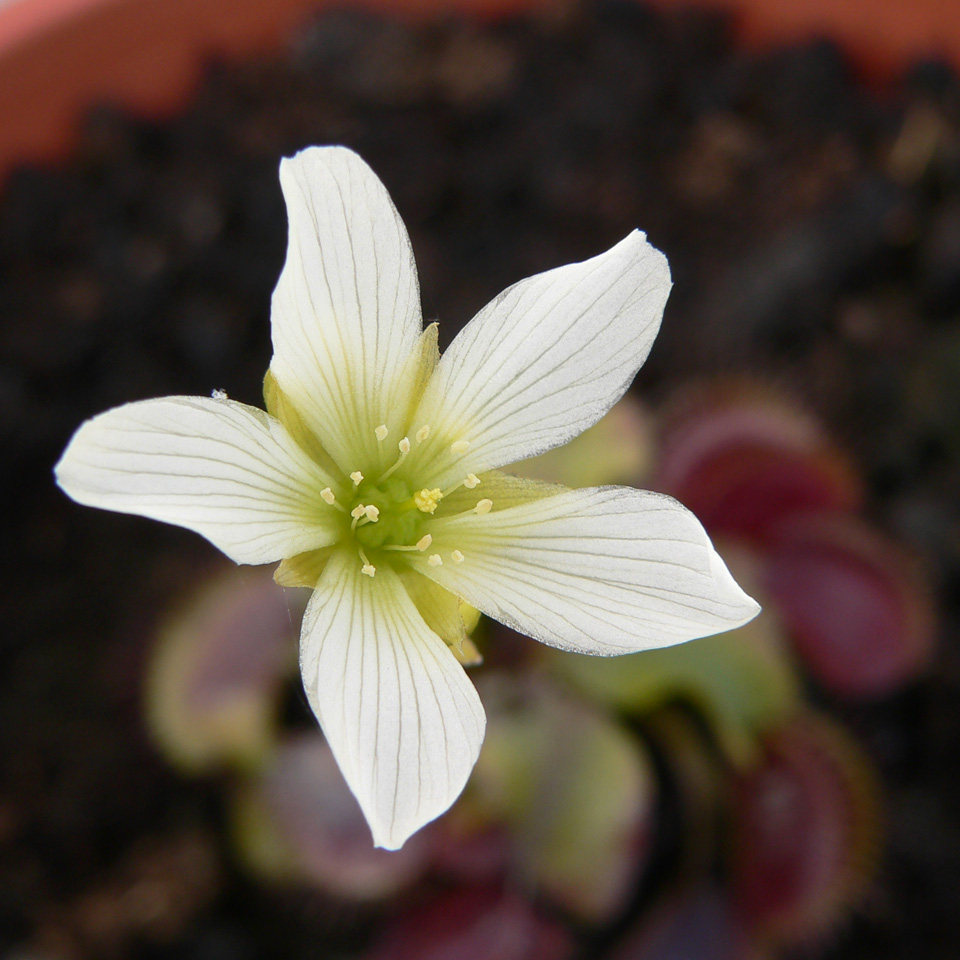
Květ mucholapky podivné (Dionaea muscipula)
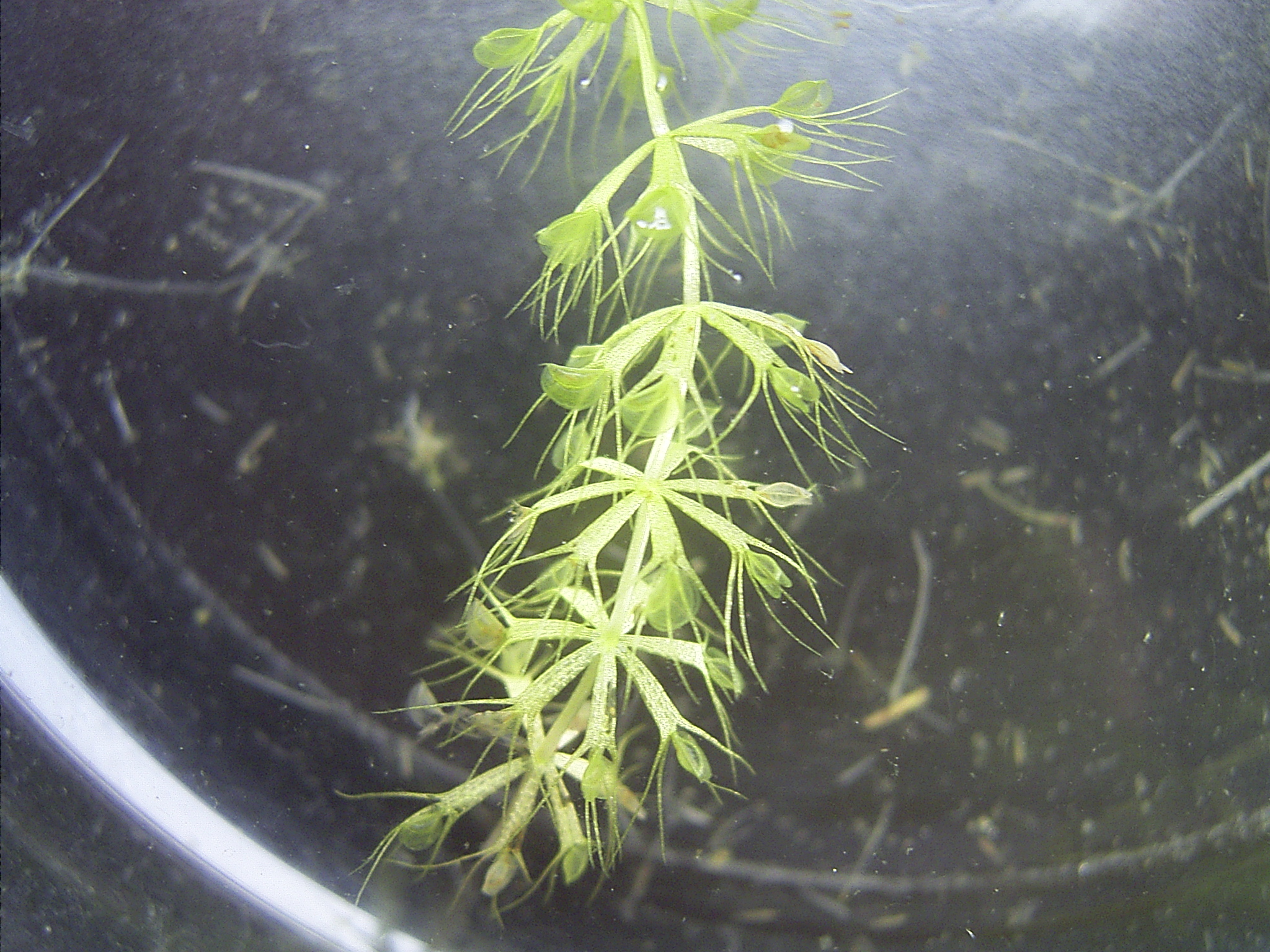
Aldrovandka měchýřkatá (Aldrovanda vesiculosa)
Detail pasti mucholapky podivné (Dionaea muscipula)

## Rozšíření
Čeleď rosnatkovité zahrnuje asi 115 druhů ve třech rodech. Je rozšířena po celém světě. Největší rod je rosnatka, zbylé dva rody jsou monotypické.
V české květeně, stejně jako v evropské květeně, jsou zastoupeny tři druhy rosnatky (Drosera) a aldrovandka měchýřkatá (Aldrovanda vesiculosa).
Rosnatkovité se vyskytují na vlhkých, přinejmenším sezónně vlhkých stanovištích; rostou na kyselých, na živiny chudých půdách.

## Taxonomie
V klasických systémech byly rosnatkovité většinou řazeny do blízkosti čeledí špirlicovité (Sarraceniaceae) a láčkovkovité (Nepenthaceae), avšak na zcela jiné místo v systému než většina čeledí řádu hvozdíkotvaré v dnešním pojetí, nejčastěji do podtřídy Dilleniidae (Cronquist, Tachtadžjan).
Podle kladogramů APG tvoří rosnatkovité bazální větev monofyletické skupiny čeledí zahrnující láčkovkovité (Nepenthaceae), rosnolistovité (Drosophyllaceae), Ancistrocladaceae a Dioncophyllaceae.

## Ekologické interakce
Květy rosnatkovitých jsou obvykle opylovány hmyzem, samoopylení bývá zabráněno protandrií. Květy se mohou samoopylit, když se uzavírají na sklonku dne. Drobounká semena jsou šířena vzduchem nebo vodou. Dosti časté je také vegetativní množení, například úlomky listů či kořenů. U australských trpasličích rosnatek se v závěru suché periody vytvářejí v centru listové růžice speciální zelená rozmnožovací tělíska – tzv. gemy.

## Zástupci
- aldrovandka měchýřkatá (Aldrovanda)
- mucholapka podivná (Dionaea)
- rosnatka (Drosera)

## Význam
Rosnatka okrouhlolistá (Drosera rotundifolia) je cenná léčivá rostlina.

## Přehled rodů
Aldrovanda, Dionaea, Drosera